# Sphyrarhynchus
Sphyrarhynchus là một chi thực vật có hoa trong họ, Orchidaceae.